# 黃紀男
黃紀男（1915年11月9日—2003年5月）出生於日本統治下的臺灣，1939年日本東京大學政治科畢業後，返臺於臺灣總督府文教局任職。

## 生平
1945年臺灣被中國國民黨政府接管之後，由於人民生活的惡化與官方的腐敗，使其逐漸傾向於台灣獨立思想；此時他也與主張台灣獨立的廖文毅有所接觸。1947年二二八事件後，黃紀男先到上海拜訪廖文毅，但只見到其二哥廖文奎，並至南京拜訪司徒雷登，10月15日返台。12月底再度抵達上海，並於隔年（1948年）1月抵達香港，與廖文毅宣傳台灣託管論，主張台灣由聯合國託管後再進行公民投票獨立，並且與謝雪紅等人發生激辯。黃紀男更於2月28日參與創辦戰後台灣島外的第一個台灣獨立運動組織「台灣再解放聯盟」，並擔任秘書長。同年4月，受廖文毅之命，與陳梧桐一起到日本活動，拜會國會議員倉石忠雄、首相蘆田均、國會議員藤山愛一郎、美國合眾社遠東支社社長霍爾布萊特（Earnest Horbright）、麥克阿瑟、國會議員尾崎行雄、朝日新聞社社長緒方竹尾和在日台灣人。其中，藤山與尾崎相當支持台灣獨立。1948年底，黃紀男才回香港。後廖文毅前往日本東京，黃紀男轉回台灣密謀台灣獨立運動。
1949年8月，黃紀男拜訪美國駐台北領事麥唐納(John J. Macdonald)，表示企圖起事，希望美國能派兵保護，並給予金錢贊助，還表示希望能代為引薦結識孫立人協助起事，但都被麥唐納回絕:55。黃紀南後來深感美國政府毫無道義，對推動獨立的熱情驟減，轉而透過別人介紹於中國農村復興聯合委員會工作:58。1950年5月，黃紀男便因主張台灣獨立被捕，判刑12年並移送綠島；1956年因台灣共和國臨時政府的陳哲民返台，黃紀男減為9年有期徒刑。1962年，黃紀男重新與在日本東京籌措台灣共和國臨時政府的廖文毅取得聯繫，為警總破獲，並於1965年1月被判死刑；廖文毅回台後於1965年12月特赦出獄。
廖文毅返台之後，擔任曾文水庫副主任委員。黃紀男出獄後便到曾文水庫工作。日本工程師在台日之間來來往往，常會帶些日本的新聞或雜誌來台，有些會報導台灣和中國大陸情勢的消息。有一次，鍾謙順從謝聰敏處拿到一批有關1970年4月24日蔣經國在美國遇刺的報導資料到曾文水庫，黃紀男讀後放在抽屜中，竟遭有心人士撬開，拿去密告。1972年6月12日，黃紀男被捕，被判有期徒刑15年，1982年，獲減刑出獄，是黃紀男第三度入獄。總計黃紀男從事台灣獨立運動，在白色恐怖年代曾三度入獄，服刑長達24年。
民進黨成立後，黃紀男以高齡擔任民進黨第一、二、三屆的仲裁委員，並且在陳水扁當選總統後出任總統府國策顧問，2003年5月過世。